# Reloj elefante

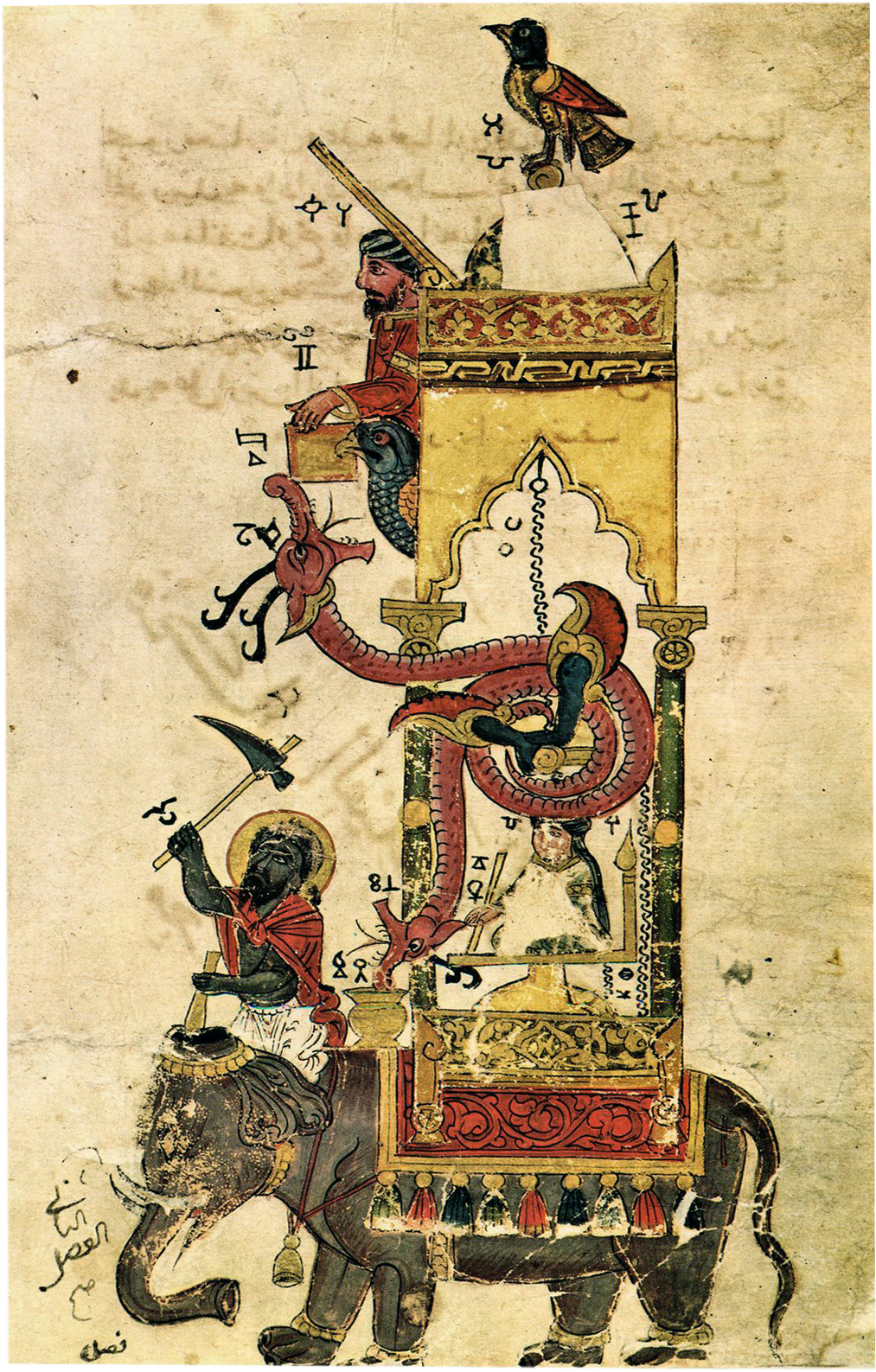
El reloj elefante en un manuscrito de Al Jazarí (1206 d. C.) de El libro del conocimiento de ingeniosos dispositivos mecánicos.

El reloj elefante era un invento medieval de Al Jazarí (1136-1206), inventor y constructor de varios relojes. El dispositivo consistía en un reloj de agua accionado por pesas, dotado con el aspecto externo de un elefante. Los diversos elementos del reloj estaban situados en el baldaquino (howdah) situado encima de la figura del elefante.

## Representación de la multiculturalidad
Al terminar el desarrollo y la construcción de su reloj de elefante, Al Jazarí escribió: "El elefante representa las culturas india y africana, los dos dragones representan la cultura china, el fénix representa la cultura persa, el trabajo del agua representa la cultura griega y el turbante representa la cultura islámica", expresando su mentalidad multicultural.

## Diferencias con los relojes de agua anteriores
En China, el mecanismo de escape fue inventado anteriormente por el monje budista y polímata Yi Xing. Ruedas hidráulicas y relojes de agua accionados hidráulicamente también se utilizaron anteriormente en la esfera armilar de Zhang Heng y Ma Jun, accionada mecánicamente. El reloj elefante tenía algunas diferencias de diseño en comparación con estos relojes de agua anteriores.

## Mecanismo

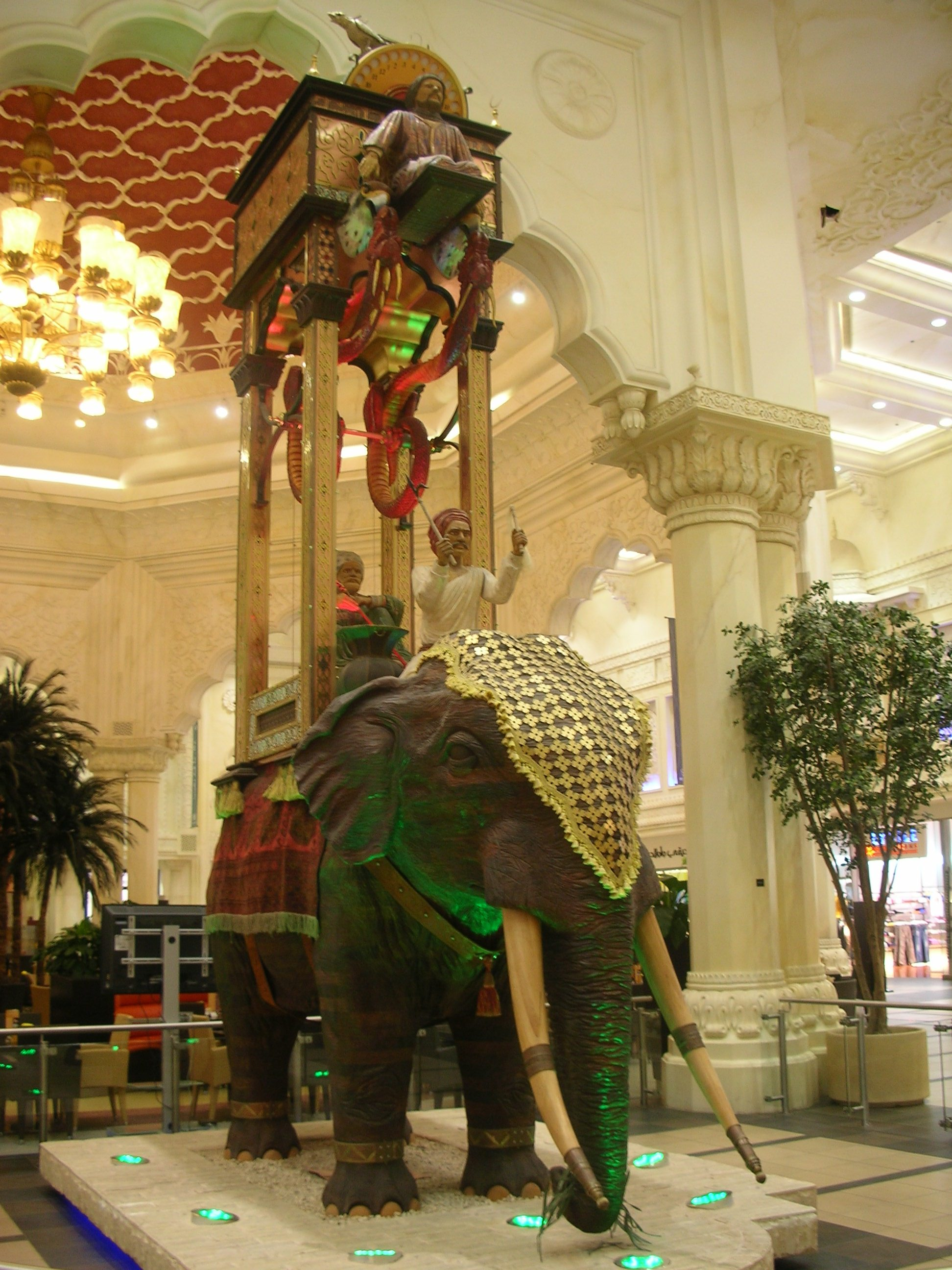
Una reproducción del reloj elefante en el Ibn Battuta Mall de Dubái.

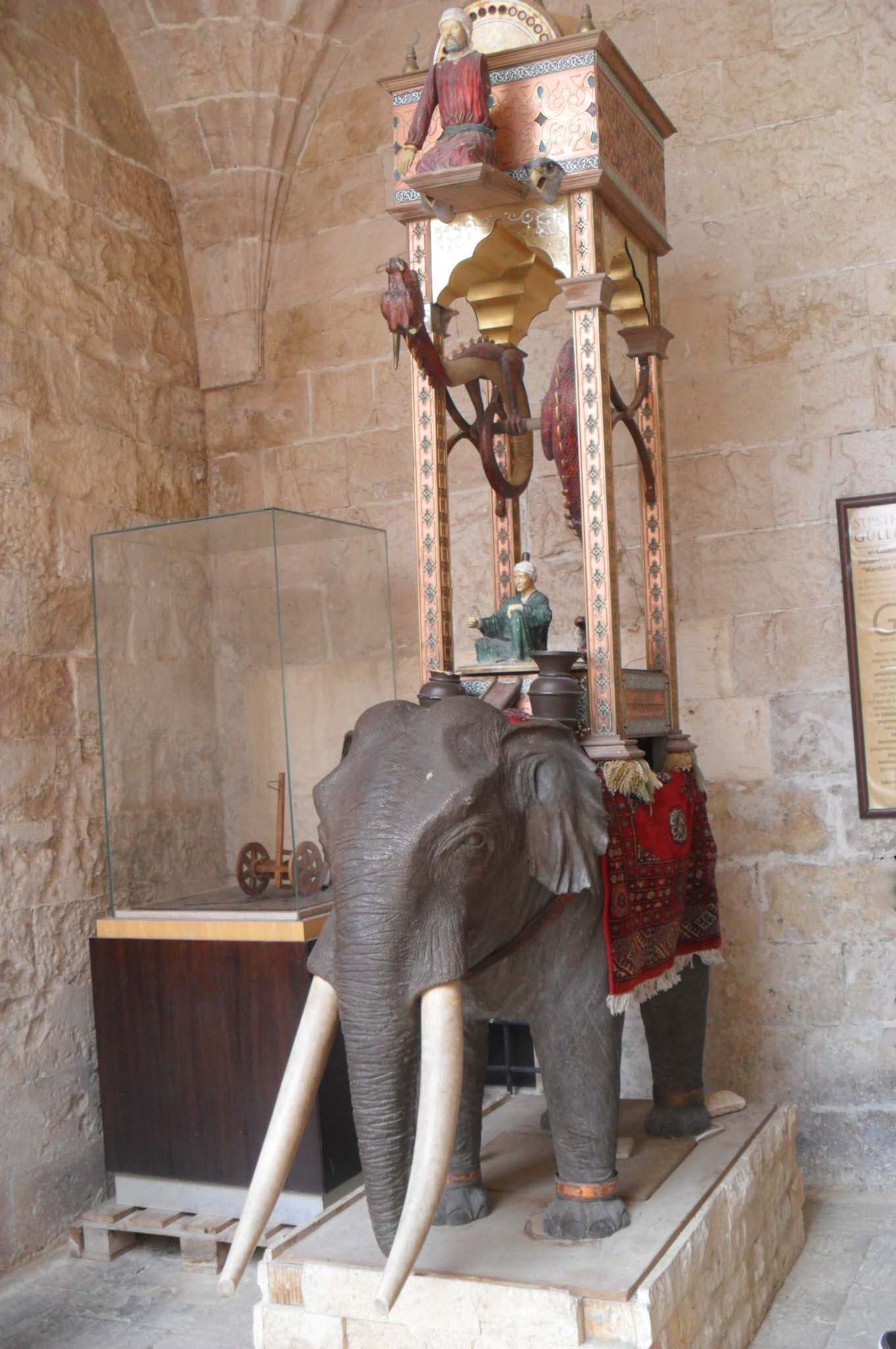
Una reproducción en la Madrasa Kasımiye de Mardin, Turquía.

El mecanismo de cronometraje se basa en un recipiente lleno de agua escondido dentro del elefante. En el balde hay un cuenco hondo que flota en el agua, pero con un pequeño agujero en el centro. El cuenco tarda media hora en llenarse a través de este agujero. En el proceso de hundimiento, el cuenco tira de una cuerda atada a un mecanismo de balancín situado en la torre situada sobre el elefante. Esto libera una bola que cae en la boca de una serpiente, lo que hace que se incline hacia adelante, lo que saca el cuenco hundido del agua mediante cuerdas. Al mismo tiempo, un sistema de cuerdas hace que una figura en la torre levante la mano izquierda o la derecha y el mahout (el conductor del elefante) golpee un tambor. Esto indica media hora o una hora completa. A continuación, la serpiente se inclina hacia atrás. Luego, el ciclo se repite, siempre que las bolas permanezcan en el depósito superior para impulsar el vaciado del recipiente.

### Autómata
En el mecanismo, una figura humanoide golpea los platillos y un pájaro mecánico trina, como en el posterior reloj de cuco.

### Paso a horas temporarias
Otra característica innovadora del reloj fue la manera en la que se registraba el paso de las horas temporarias, lo que significaba que la tasa de flujo tenía que cambiarse diariamente para que coincidiera con la duración desigual de la luz diurna a lo largo del año. Para lograr esto, el reloj tenía dos depósitos. El depósito superior estaba conectado a los mecanismos indicadores de tiempo y el del fondo estaba conectado al regulador de control de flujo. Al amanecer, se abría el grifo y el agua fluía desde el depósito superior al inferior a través de un regulador de flotador que mantenía una presión constante en el depósito receptor.

## Reproducciones modernas
La organización 1001 Inventions ha creado varias reproducciones modernas del Reloj Elefante. Estas reproducciones se presentan como parte de los espectáculos de ciencias educativas de la organización, que han estado de gira por todo el mundo desde 2006. Durante una visita al Museo de Ciencias de Londres en enero de 2010, el periodista de la BBC Nick Higham describió la réplica funcional del Reloj Elefante de cinco metros de altura producida por 1001 Inventions como "espectacular".
Una reproducción de trabajo moderna de tamaño completo se puede encontrar como pieza central en el Ibn Battuta Mall, un centro comercial de Dubái, Emiratos Árabes Unidos. Otra reproducción funcional se puede ver junto al Museo de Relojería de Locle, Château des Monts, en Le Locle, Suiza. Otro se puede encontrar en Museo de Ciencia y Tecnología en el Islam en Universidad de Ciencia y Tecnología Rey Abdalá en Arabia Saudita.